# Athroolopha pennigeraria
Athroolopha pennigeraria är en fjärilsart som beskrevs av Jacob Hübner 1825. Athroolopha pennigeraria ingår i släktet Athroolopha och familjen mätare. Inga underarter finns listade i Catalogue of Life.